# 駒林八幡神社
駒林八幡神社（こまばやしはちまんじんじゃ）は、埼玉県ふじみ野市の神社。同市駒林地区(駒林、新駒林、駒林元町、駒西)の総鎮守。

## 概要
- 所在地:埼玉県ふじみ野市駒林890-イ
- 祭神:誉田別命

## 沿革
- 創建は室町時代とも、江戸時代前期とも伝えられ、詳しいことはわかっていない。
- 江戸時代から、駒林村の鎮守とされる。
- 1907年(明治40年): この年以降、鷺宮神社、浅間神社、八坂神社、稲荷神社、神明神社、八神神社が境内に移される。

## 神事
- 1月1日 : 元朝祭
- 2月25日: 豊年祈願祭
- 4月1日 : 末社祭典
- 5月1日 : 鷺宮神社祭典
- 7月14日: 八坂神社祭典
- 7月30日: 夏越大祓い・輪くぐり
- 9月14日: 八幡神社例大祭
- 11月第2日曜日: 七五三祈願祭
- 11月30日: 新穀感謝祭

## その他
- 鳩が神使である。このため、神社の大鳥居の「八」の字は、鳩の形になっている。
- 元は鷺森地区の鷺宮神社が駒林村の鎮守であったが、江戸時代前期に駒林地頭で幕府旗本の小栗平吉が、武家の神として八幡大菩薩(誉田別命の別名)を信仰して八幡神社を創建したところ、村民の信仰も集めるようになり、駒林村の鎮守になったと伝えられている。
- 神職は常駐しておらず、富士見市勝瀬にある榛名神社の鈴木家が宮司を務めている。
- 例大祭では、神楽が奉納される。